# Bellelay

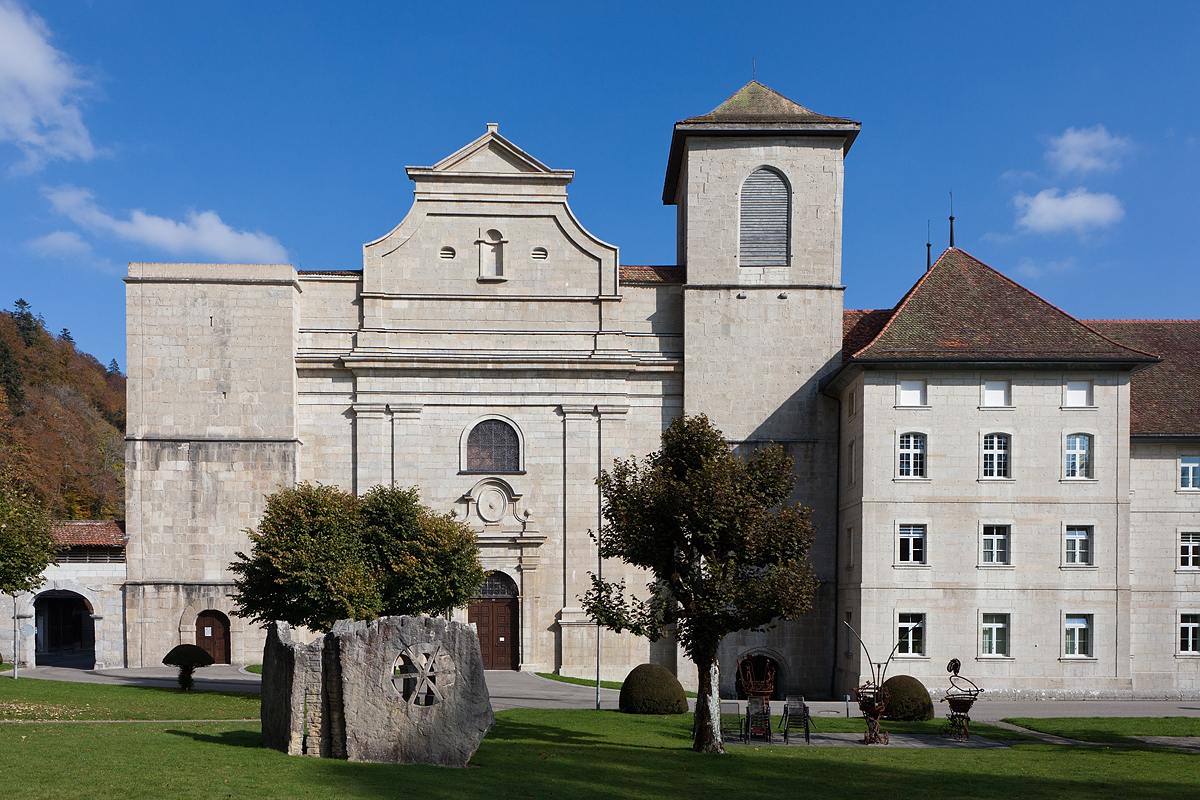
Ehemalige Klosterkirche von Bellelay (2012)

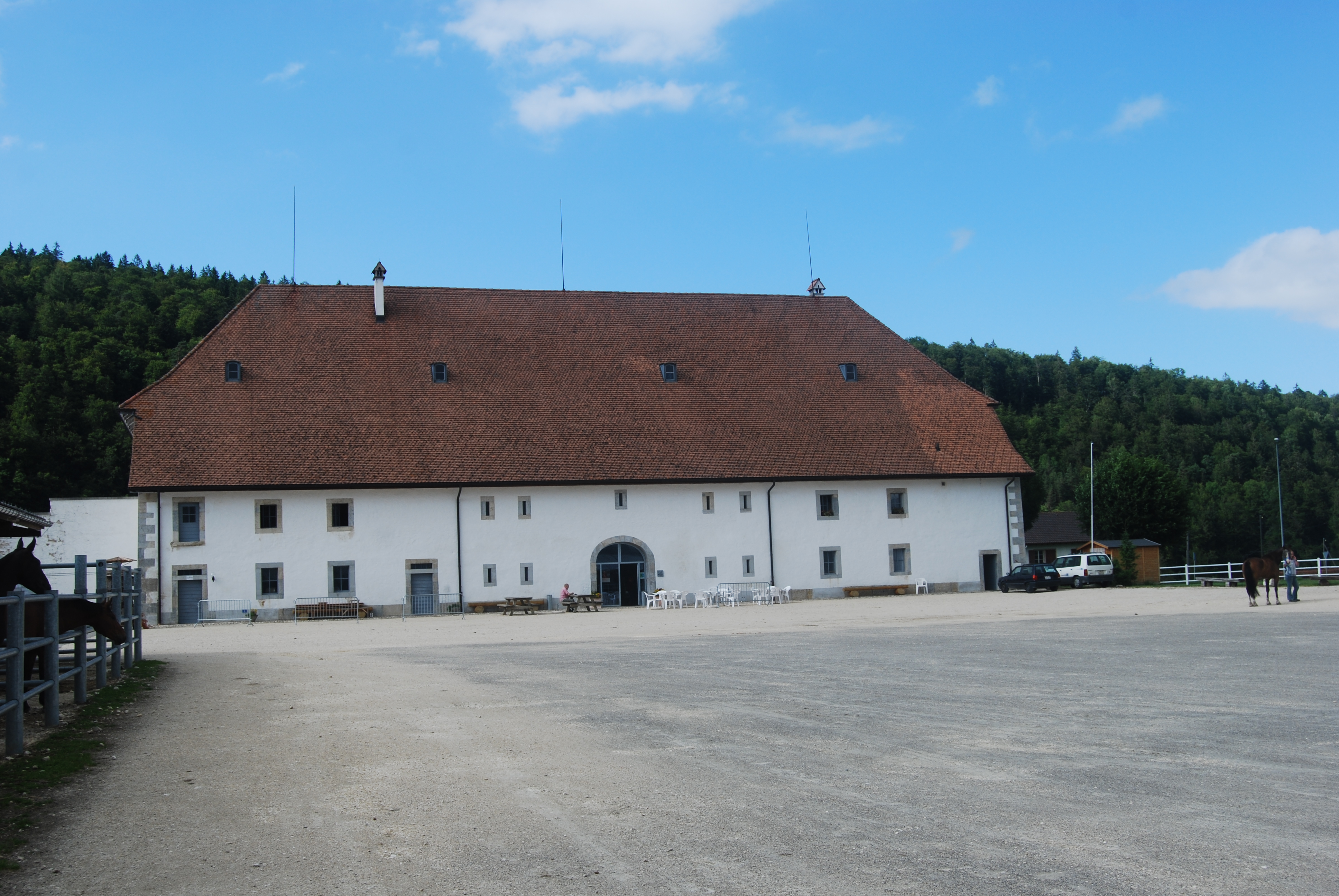
Tête-de-Moine-Museum und Schaukäserei in Bellelay (2010)

Luftbild von Werner Friedli (1953)

Bellelay ist ein Ort im Berner Jura, der zur politischen Gemeinde Saicourt im Schweizer Kanton Bern gehört. Es liegt auf 931 m ü. M. am Nordrand des Moors La Sagne im Quellgebiet der Sorne. Das Dorf ist von den Höhenzügen des Juras umgeben, im Norden befindet sich der Haut de Béroie (1088 m ü. M.) und im Süden der Montbautier (bis 1160 m ü. M.). Im Osten erhebt sich die Antiklinale des Moron.
Bellelay liegt 5 km nordnordwestlich von Tavannes an der Kantonsstrasse von Tavannes durch die Pichoux-Schlucht ins Delsberger Becken bei Bassecourt. In einer Schaukäserei wird der Tête de Moine, eine Käsespezialität der Region, hergestellt.
Sehenswert sind das ehemalige Kloster Bellelay und das Hôtel de l’Ours, das Ende des 17. Jahrhunderts erbaut wurde. Die Klostergebäude beherbergte von 1899 bis 2021 eine psychiatrische Klinik.